# Nothofidonia bicolor
Nothofidonia bicolor är en fjärilsart som beskrevs av Louis Beethoven Prout 1915. Nothofidonia bicolor ingår i släktet Nothofidonia och familjen mätare. Inga underarter finns listade i Catalogue of Life.